# コンベルソ
コンベルソ（converso）は、スペイン語でユダヤ教からキリスト教への改宗者を指す。

## 概要
ディアスポラによってヨーロッパ各地に散ったユダヤ人のなかでも、最も多くのユダヤ人が向かったのが南フランスからイベリア半島南岸にかけての一帯であった。この地域に展開したユダヤ人たちをセファルディムと呼ぶ。イベリア半島のセファルディム政策は西ゴート王国時代から後ウマイヤ朝、レコンキスタ期の間に排撃と受容の間を揺れ動いたが、12世紀以降、カスティーリャ王国ではセファルディムの政治力・経済力をレコンキスタに利用する政策が続いた。
15世紀後半、レコンキスタの完了が近づくと、カスティーリャ女王イサベル1世とその夫のアラゴン王フェルナンド2世はイスラム教徒に代えてセファルディムを排撃の対象に設定する。これはアラゴンとカスティーリャという異質な国家を統合するための政策であった。一方、ユダヤ人共同体内部でも、政権中枢に入り込んでいた有力ユダヤ人たちは次々にキリスト教に改宗してコンベルソとなっていった。この背景には、キリスト教の王権と深く結びついて利権を確保している有力ユダヤ人たちへの、ユダヤ人共同体からの批判的な視線があった。
しかし、そうした有力なユダヤ人の家を除けば、キリスト教に改宗しつつもユダヤ教の宗教規範を守り続ける者、あるいはより積極的にユダヤ教を信奉する者（フダイサンテ）など様々であり、スペイン異端審問所（カトリック教会が設置していた伝統的な異端審問所とは異なる組織）の厳しい追及の対象となった。スペインはフダイサンテ狩りにコンベルソを多く利用した。
スペイン異端審問所の初代大審問官であるトマス・デ・トルケマーダ、あるいは17世紀前半のスペイン王国宰相オリバーレス伯爵ガスパール・デ・グスマンなどもコンベルソの家系とする説がある。

## 主な人物
コンベルソ系の可能性がある主な人物を挙げる。
- イサーク・アブラバネル - イサベルの財政顧問官。
- フワン・カブレーロ - イサベルの財政顧問官。
- クリストファー・コロンブス - 新大陸の発見者。コンベルソだったという説がある[5]。新大陸の発見は、スペインで迫害されているユダヤ教徒のために新天地を探すためとも言われる。
- アルフォンソ・デ・カバリェーリャ - アラゴンの財政有力者。コロンブスの航海に出費。
- ガブリエル・サンチェス - アラゴンの財政有力者。コロンブスの航海に出費。
- ルイス・デ・サンタンヘル - フェルナンド国王の財務長官。コロンブスの航海に出費。
- ルイス・デ・アルメイダ - 医師。日本に渡って西洋医学の普及に尽力し、ハンセン病患者の治療にあたる。
- ミゲル・デ・セルバンテス - 作家、『ドン・キホーテ』の作者。父はコンベルソの家系に属す外科医とも言われる[6]。
- ディエゴ・デ・デーサ - ドミニコ会士。セビーリャ大司教。
- バルトロメ・デ・ラス・カサス - 司祭。アメリカ大陸でのスペイン人の暴虐を告発。
- フェルナンド・デ・ロハス - 作家。代表作に『セレスティーナ』。
- フランシスコ・フランコ - スペイン総統。祖母がコンベルソの家系の出身とも言われる。
- ディエゴ・ライネス - イエズス会第2代総会長。
- ガスパール・デ・グスマン - 第3代オリバーレス伯爵、フェリペ4世の寵臣。
- ディエゴ・ベラスケス - スペインバロック時代の画家。ポルトガルから来た父方の祖父がコンベルソの可能性がある。
- ジョルジェ・サンパイオ - ポルトガル大統領。
- ラファエル・カンシノス・アセンス - スペインの詩人（1883-1964）。コンベルソの家系を自称。